# Chen Baosheng

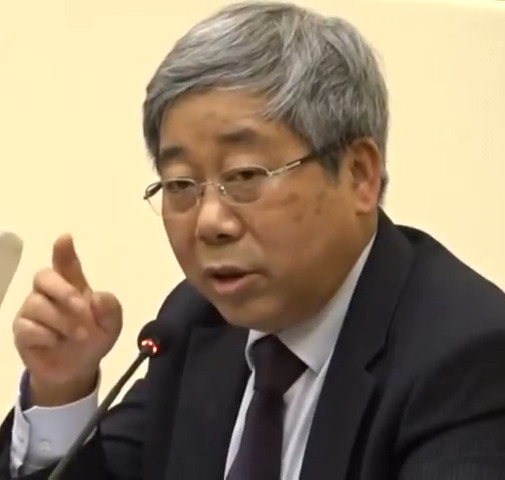
Chen Baosheng

Chen Baosheng (chinesisch 陈宝生, Pinyin Chén Bǎoshēng; * Mai 1956 in Lanzhou, Gansu) ist ein chinesischer Politiker der Kommunistischen Partei Chinas (KPCh), der unter anderem 2016–2021 Bildungsminister im Staatsrat der Volksrepublik China war.

## Leben
Chen Baosheng, der zum Han-Volk gehört, begann seine berufliche Laufbahn 1974 und wurde zehn Jahre später 1984 Mitglied der Kommunistischen Partei Chinas (KPCh). Er war zwischen 1991 und 1994 stellvertretender Direktor sowie im Anschluss von 1994 bis 1999 Direktor der Forschungsabteilung des Zentrums für Entwicklung und Forschung der Provinz Gansu. Zugleich fungierte er zwischen 1996 und 1999 in Personalunion als stellvertretender Generalsekretär der Volksregierung der Provinz Gansu sowie als Mitglied der Parteiführungsgruppe des Allgemeinen Amtes der Volksregierung dieser Provinz. Danach war er zwischen 1999 und 2002 Sekretär des Parteikomitees der bezirksfreien Stadt Jiuquan sowie von 2002 bis 2003 Direktor der Abteilung Öffentlichkeitsarbeit des Parteikomitees der Provinz Gansu. Ferner war er zwischen 2002 und 2008 Mitglied des Ständigen Ausschusses des Parteikomitees der Provinz Gansu. Neben diesen Funktionen absolvierte er von 2002 bis 2005 ein postgraduales Studium an der Zentralen Parteihochschule der Kommunistischen Partei Chinas und schloss dieses mit einem Master ab.
Noch während des Studiums wurde Chen Baosheng 2004 als Nachfolger von Wang Jun Sekretär des Parteikomitees der bezirksfreien Stadt Lanzhou und bekleidete diese Funktion bis 2008, woraufhin Lu Wucheng seine Nachfolge antrat. Daneben bekleidete er zwischen 2005 und 2007 auch den Posten als Vorsitzender des Ständigen Ausschusses des Volkskongresses der bezirksfreien Stadt Lanzhou. Auf dem XVII. Parteitag der KPCh (15. bis 21. Oktober 2007) wurde er Kandidat des Zentralkomitees (ZK). Er fungierte zwischen 2008 und 2013 Vizepräsident sowie Generalsekretär der Zentralen Parteihochschule der Kommunistischen Partei Chinas. Auf dem XVIII. Parteitag der KPCh (8. bis 14. November 2012) wurde er darüber hinaus erstmals zum Mitglied des ZK der KPCh gewählt und gehört diesem Gremium nach seiner Wiederwahl auf dem XIX. Parteitag der KPCh (18. bis 25. Oktober 2017) seither an. Ferner war er zwischen 2013 und 2016 Vizepräsident der Chinesischen Verwaltungsakademie in Peking, der ehemaligen Chinesischen Nationalen Schule für Verwaltung.
Als Nachfolger von Yuan Guiren wurde Chen Baosheng im Juli 2016 Bildungsminister im Staatsrat der Volksrepublik China. Am 19. März 2018 wurde er in diesem Ministeramt bestätigt. 
Am 20. August 2021 trat Chen Baosheng mit 65 Jahren, also 5 Jahre jenseits der chinesischen Pensionsgrenze, in den Ruhestand. Sein Nachfolger als Bildungsminister wurde der Informatiker Huai Jinpeng (怀进鹏, *1962), Mitglied der Chinesischen Akademie der Wissenschaften.